# Alf Mitchell
Alf Mitchell (ur. 10 maja 1941) – australijski lekkoatleta, który specjalizował się w rzucie oszczepem.
W 1962 wywalczył złoty medal igrzysk imperium brytyjskiego i wspólnoty narodów. W tym samym roku zdobył jedyny w karierze tytuł mistrza Australii. Rekord życiowy: 78,11 (24 listopada 1962, Perth).